# Округ Шелан (Вашингтон)
Округ Шелан (енгл. Chelan County) је округ у америчкој савезној држави Вашингтон.

## Демографија
По попису из 2010. године број становника је 72.453, што је 5.837 (8,8%) становника више него 2000. године.
| Група             | 2000.          | 2010.          |
| Белци             | 51.590 (77,4%) | 51.202 (70,7%) |
| Афроамериканци    | 172 (0,3%)     | 236 (0,3%)     |
| Азијати           | 451 (0,7%)     | 588 (0,8%)     |
| Хиспаноамериканци | 12.831 (19,3%) | 18.713 (25,8%) |
| Укупно            | 66.616         | 72.453         |